# 長頷寬口䲁
長頷寬口䲁（學名：Chasmodes longimaxilla），為輻鰭魚綱鳚形目䲁科寬口䲁屬的一種，分布於中西大西洋墨西哥灣北部至美國佛羅里達州海域，本魚體呈長橢圓形且側扁，短鈍頭，尖吻部，牙齒排列緊密，無犬齒，下顎牙齒尖端明顯尖銳，下顎前側沒有突出的皮瓣，體色橄欖色到綠色，帶有淺色條紋和斑點，第一及第二背棘之間有一個彩虹色的藍色斑點，從該斑點到第10背棘之間有一個橙色條紋，體長可達8公分，成魚通常生活在牡蠣床和堅硬的海底，一旦遇危險時以倒游方式躲入小洞穴中，僅露出頭部注視敵人，具領域性，幼魚為浮游性，生活沿海淺水域，雌魚產附著性卵，雄魚有護卵行為。